# Litoria inermis
Espèce
Synonymes
- Chiroleptes inermis Peters, 1867

Statut de conservation UICN

 LC  : Préoccupation mineure
Litoria inermis est une espèce d'amphibiens de la famille des Pelodryadidae.

## Répartition
Cette espèce est endémique d'Australie. Elle se rencontre :
- en Australie-Occidentale dans la région du Kimberley ;
- dans le Nord du Territoire du Nord ;
- au Queensland jusqu'à Rockhampton.

Sa zone de répartition est d'environ 1 699 000 km2.

## Description

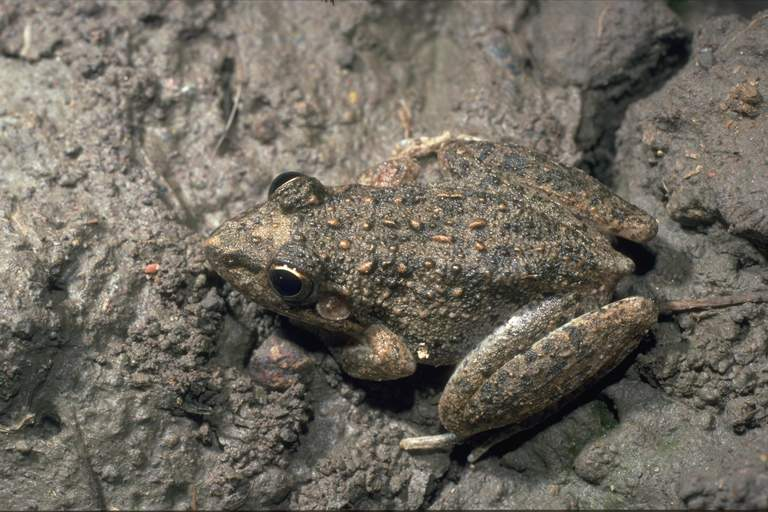
Litoria inermis

L'holotype de Litoria inermis mesure 35 mm.
Les mâles mesurent de 24 à 33 mm et les femelles de 30 à 37 mm.
La période de reproduction s'étend de novembre à mars. La ponte comporte de 100 à 330 œufs déposés dans des mares où il y a peu ou pas de végétation émergente et souvent entourées d'un sol sablonneux ou d'une gravière. Les têtards se métamorphosent en une dizaine de semaines.

## Publication originale
- Peters, 1867 : Herpetologische Notizen. Monatsberichte der Königlichen Preussischen Akademie der Wissenschaften zu Berlin, vol. 1867, p. 13-37 (texte intégral).